# 小森彰夫
小森 彰夫（こもり あきお、1951年2月16日 - ） は、日本の電子工学者。元自然科学研究機構長、元プラズマ・核融合学会会長。文部科学大臣表彰科学技術賞等受賞。

## 人物・経歴
1969年栃木県立佐野高等学校卒業。1973年東北大学工学部電子工学科卒業。1975年東北大学大学院工学研究科電子工学専攻博士前期課程修了。1978年東北大学大学院工学研究科電子工学専攻博士後期課程修了、工学博士、日本学術振興会奨励研究員（東北大学工学部）。1979年オークリッジ国立研究所核融合エネルギー部門研究員。1981年東北大学工学部助手。1984年九州大学大学院総合理工学研究科助教授。1993年核融合科学研究所助教授。1995年総合研究大学院大学数物科学研究科助教授。1997年核融合科学研究所教授、総合研究大学院大学数物科学研究科教授。2003年核融合科学研究所大型ヘリカル研究部研究総主幹。2004年総合研究大学院大学物理科学研究科教授。2006年文部科学省科学技術・学術審議会専門委員、文部科学大臣表彰科学技術賞受賞。2008年日本学術振興会科学研究費委員会専門委員。2009年自然科学研究機構副機構長、核融合科学研究所長、合研究大学院大学物理科学研究科核融合科学専攻長。2012年自然科学研究機構副機構長・理事、核融合科学研究所長、合研究大学院大学物理科学研究科核融合科学専攻長。2013年プラズマ・核融合学会論文賞受賞。2015年自然科学研究機構核融合科学研究所特任専門員。同年自然科学研究機構核融合科学研究所特任教授。2015年プラズマ・核融合学会長。2016年自然科学研究機構長。